# 天探女
天探女（アメノサグメ）為《日本書紀》之寫法，《古事記》記成天佐具賣，祂是日本神話中的女神，也是天邪鬼的原形。

## 概要

### 日本書紀之記載
依據《日本書紀》卷第二神代下之記錄，天穗日命奉天照大神命前往葦原中國，卻媚附大己貴神，過了三年而不回報。八十諸神商議後，向高皇產靈尊推薦天國玉之子天稚彥，故高皇產靈尊賜天鹿兒弓及天羽羽矢給後者，派遣祂下凡撥平葦原中國之邪鬼。但祂甫抵葦原中國即娶顯國玉之女下照姬，高皇產靈尊怪其久不回報，遣無名雉查看。天稚彥聽從天探女之言，取天鹿兒弓和天羽羽矢射斃雉鳥，高皇產靈尊投還矢箭，刺死睡夢中的天稚彥。

### 古事記之記載
按照《古事記》上卷之內容，故事情節與前面大同小異。天若日子甫抵葦原中國即迎娶大國主神之女下照比賣命為妻，因為八年久未回報結果，天照大神派雉名鳴女前往一探究竟。雉名鳴女降到天若日子家門前的湯津楓樹上，吟唱天照大御神的詔命，但天佐具賣一聽到鳴女的鳥啼聲便說這隻雉鳥不吉利，建議天若日子射殺之。天若日子取出天之麻迦古弓及天之波波矢射死稚鳥，箭矢直達天上落在高御產巢日神跟前。後者見到箭矢染血，以為天若日子正與邪鬼激戰，遂投還天之波波矢，睡夢中的天若日子中矢身亡。

## 解說
神名中的「探（サグ）」即為探知之意，亦與天逆每的「逆每（ザコ）」音近，故帶有「探知」和「違逆」的雙重意義。既然祂能探知高天原八百萬諸神的意向及人類內心的想法，所以祂藉此故意唱反調，捉弄他人。在天稚彥的神話故事中祂早已窺知雉名鳴女乃天神派下凡的使者，卻勸天若日子以弓箭射殺，導致招惹殺身之禍。
另外，日本民間傳說稻穗原本從根部一直結穗到頂端，但是愛唱反調的天探女將根莖上的稻穗都除掉，只留尖端的一小節；並派惡鬼在田裡撒下雜草的種籽，更促使季節出現寒冬和酷暑，以阻礙稻子的生長。總之，天探女給人類帶來苦難，並喜歡惡作劇。

## 內部連結
- 天稚彥
- 天邪鬼
- 天逆每

## 外部連結
- （日語）天探女